# Božo Tomić
Božo Tomić (Tuzla, 3. ožujka 1952.), hrv. bh. rudarski znanstvenik, visoki dužnosnik Županije Soli.

## Životopis
Rođen u Tuzli. Rudarstvo diplomirao 1976. godine u Tuzli. U Tuzli magistrirao na Rudarsko-geološkom fakultetu okončao sam lipnja 1987. godine. Stekao naslov doktora tehničkih znanosti iz područja rudarstva na Rudarsko-geološko-naftnom fakultetu u Zagrebu u listopadu 1989. godine. Specijalizirao se u inozemstvu. Zaposlio se poslije studija u RO Rudnik soli i solni bunari, gdje je bio na poslovima za okna, za ventilaciju i miniranja, jame i sami Rudnik. Bio je glavni inženjer u Rudniku soli Tetima. Pridonio osuvremenjivanju proizvodnje kamene soli i slane vode u Rudniku soli Tušanj. Početkom 1993. godine izabran je u Izvršni odbor Okruga Tuzla, a nakon toga u Vladu Županije Soli, gdje je do 2001. godine obavljao dužnost ministra industrije, energetike i rudarstva. Zatim je radio na Rudarsko-geološkom fakultetu u Tuzli u Tuzli u zvanju redovni profesor u znanstvenom području Podzemna i bušotinska eksploatacija mineralnih sirovina eksploatacija. Predavao je predmete Osnove eksploatacije i PMS, Osnove eksploatacije mineralnih sirovina, Priprema mineralnih sirovina, Tehnika i tehnologija bušenja I, Tehnika i tehnologija bušenja II, Duboko bušenje I, Duboko bušenje II, Tehnika i tehnologija bušenja, Istražno bušenje, Osnove energije, Energetika, Bušotinska eksploatacija čvrstih mineralnih sirovina, Podzemna skladišta, Osnove eksploatacije ležišta, Projektiranje bušotina, Podzemno skladištenje fluida, Fluidi za ispiranje bušotina, Odlaganje radioaktivnog otpada, Odlaganje opasnog otpada, Bušotinska eksploatacija mineralnih sirovina, Podzemno i nadzemno odlaganje otpada, Nove tehnologije bušotinske eksploatacije mineralnih sirovina, Podzemna skladišta fluida.
Član je izdavačkog kolegija znanstveno-stručnog časopisa Rudarstvo iz Tuzle.

## Djela
Objavio znanstveno-stručne članke u Rudarstvu, EGE-u, Zborniku RGGF-a Sveučilišta u Tuzli, Komornom glasniku, raznim zbornicima radova sa znanstvenih skupova i dr. Sa skupinom autora objavio je Plinarski priručnik u izdanju Energetika marketing, Zagreb. 
Napisao je udžbenike:
1. Teorijske osnove izrade podzemnih komora - skladišta u solnim ležištima
2. Podzemna eksploatacija mineralnih sirovina
3. Površinska i bušotinska eksploatacija mineralnih sirovina
4. Bušotinska eksploatacija mineralnih sirovina – Izgradnja bušotina